# Leptocerus assimulans
Leptocerus assimulans är en nattsländeart som först beskrevs av Georg Ulmer 1916.  Leptocerus assimulans ingår i släktet Leptocerus och familjen långhornssländor. Inga underarter finns listade i Catalogue of Life.